# Стинчешть (Біхор)
Стинчешть, Стинчешті (рум. Stâncești) — село у повіті Біхор в Румунії. Входить до складу комуни Бунтешть.
Село розташоване на відстані 367 км на північний захід від Бухареста, 69 км на південний схід від Ораді, 85 км на захід від Клуж-Напоки, 135 км на північний схід від Тімішоари.

## Населення
За даними перепису населення 2002 року у селі проживали 295 осіб, усі — румуни. Усі жителі села рідною мовою назвали румунську.